# Campeonato Africano de Atletismo de 2018 - Lançamento de disco feminino
A prova do lançamento de disco feminino do Campeonato Africano de Atletismo de 2018 foi disputada no dia 3 de agosto, no Estádio Stephen Keshi, em Asaba, na Nigéria. 

## Recordes
Antes desta competição, os recordes mundiais e do campeonato nesta prova eram os seguintes:
|                       | Nome             | Nacionalidade     | Distância | Local          | Data                 |
| --------------------- | ---------------- | ----------------- | --------- | -------------- | -------------------- |
| Recorde mundial       | Gabriele Reinsch | Alemanha Oriental | 76m 80cm  | Neubrandenburg | 9 de julho de 1988   |
| Recorde do campeonato | Chinwe Okoro     | Nigéria           | 59m 79cm  | Marraquexe     | 12 de agosto de 2014 |
| Recorde africano      | Elizna Naudé     | África do Sul     | 64m 87cm  | Stellenbosch   | 2 de março de 2007   |

## Medalhistas
| Ouro                   | Prata              | Bronze               |
| Chioma Onyekwere (NGR) | Chinwe Okoro (NGR) | Ischke Senekal (RSA) |

## Cronograma
Todos os horários são locais (UTC+1). 
| Data        | Hora  | Evento |
| ----------- | ----- | ------ |
| 3 de agosto | 16:35 | Final  |

## Resultado final
| Posição           | Atleta             | Nacionalidade | #1    | #2    | #3    | #4    | #5    | #6    | Resultado | Notas |
| ----------------- | ------------------ | ------------- | ----- | ----- | ----- | ----- | ----- | ----- | --------- | ----- |
| Medalha de ouro   | Chioma Onyekwere   | Nigéria       | x     | 56.68 | 58.09 | 55.69 | 57.59 | 54.55 | 58.09     |       |
| Medalha de prata  | Chinwe Okoro       | Nigéria       | 54.34 | 55.83 | 57.37 | 54.68 | x     | x     | 57.37     |       |
| Medalha de bronze | Ischke Senekal     | África do Sul | x     | 53.82 | x     | 51.15 | x     | x     | 53.82     |       |
| 4                 | Riette Heyns       | África do Sul | 50.88 | 50.42 | 52.20 | 52.41 | 51.44 | 51.15 | 52.41     |       |
| 5                 | Jessica Inchude    | Guiné-Bissau  | 38.16 | 47.72 | 46.07 | 46.45 | 49.44 | 47.17 | 49.44     |       |
| 6                 | Yolandie Stander   | África do Sul | 45.05 | x     | x     | x     | x     | 48.35 | 48.35     |       |
| 7                 | Amira Sayed        | Egito         | 46.76 | 46.81 | X     | 44.59 | 47.67 | 48.02 | 48.02     |       |
| 8                 | Edwige Angounougou | Camarões      | 38.30 | 41.49 | 42.74 | 44.63 | 41.98 | 43.72 | 44.63     |       |
| 9                 | Roselyn Rakamba    | Quênia        | x     | 39.46 | 42.23 |       |       |       | 42.23     |       |
| 10                | Merhawit Tsehaye   | Etiópia       | x     | 35.33 | x     |       |       |       | 35.33     |       |

Legenda
| Recorde mundial       | Recorde mundial (World record)               |                       | Recorde africano                      | Recorde africano (African) |                                           | Q | Classificado por posição (Qualified) |
| Recorde do campeonato | Recorde do campeonato (Championship record)  | Recorde da América    | Recorde da América (Americas)         | q                          | Classificado por melhor tempo (Qualified) |   |                                      |
| Melhor marca do ano   | Melhor marca do ano (World leading)          | Recorde asiático      | Recorde asiático (Asian)              | DNS                        | Não largou (Did not start)                |   |                                      |
| Recorde nacional      | Recorde nacional (National record)           | Recorde europeu       | Recorde europeu (European)            | DNF                        | Não terminou (Did not finish)             |   |                                      |
| Recorde pessoal       | Recorde pessoal do atleta (Personal best)    | Recorde da Oceania    | Recorde da Oceania (Oceania)          | DSQ / DQ                   | Desclassificado (Disqualified)            |   |                                      |
| Recorde da temporada  | Recorde da temporada do atleta (Season best) | Recorde sul-americano | Recorde sul-americano (South America) | NM                         | Sem marca (No mark)                       |   |                                      |